# Tteokguk
El tteokguk, también llamado byeongtang, es un plato coreano tradicional que se toma durante la celebración del año nuevo coreano. Se compone de un caldo (guk) en el que se ponen varios pasteles de arroz (tteok) cortados finamente. Suele añadirse más ingredientes al plato: huevo duro cortado fino, carne marinada, mandu o algas secas. Para prepararlo, se cuece falda de ternera varias horas, colándose el caldo para aclararlo. Los pasteles de arroz largo se cortan finamente en diagonal y se cuecen en este caldo.
La tradición de tomarlo en la celebración del año nuevo, Seollal, se debe a la creencia de que da buena suerte al consumidor para el año entrante además de otorgarle un año de vida adicional.